# Edistus
Edistus (auch: Aristus, Orestes oder Horestes; † angebl. 12. Oktober 60 in Rom) war ein legendärer christlicher Märtyrer und Heiliger.
Die Passio des Edistus stammt aus dem 5. oder 6. Jahrhundert. In ihr wurden verschiedene Legenden um Edistus gesammelt. Dort werden seine junge Frau Thermantia, seine Tochter Christina, seine Magd Victoria und sein Priester Priscus als seine Gefährten genannt. Das Martyrium des Edistus wird in die Zeit des Kaisers Nero gelegt. In der Zeit von Papst Gregor dem Großen bestand nahe der Basilika Sankt Paul vor den Mauern ein dem Edistus geweihtes Kloster, in dem ab dem 7. Jahrhundert die angeblichen Gebeine des Heiligen als Reliquien verehrt wurden. Der Name des Heiligen lebt im Ortsnamen Sant’Oreste am Monte Soratte fort. Sein Gedenktag ist der 12. Oktober.